# Новая экономика (книга Преображенского)
«Новая экономика. Опыт теоретического анализа советского хозяйства» — книга Евгения Преображенского в которой автор всесторонне осветил проблемы политики индустриализации в СССР: главная идея состояла в том, что социалистическое накопление не следует рассматривать как некую программу; социалистическое накопление представлялось как экономический закон, сопоставимый с законом стоимости рыночной экономики.

## Издания
- Преображенский Е. А. Основной закон социалистического накопления // Вестник Коммунистической академии, Кн. 8, 1924.
- Преображенский Е. А. Новая экономика (теория и практика) : 1922—1928 гг. / Е. А. Преображенский; [сост. : М. М. Горинов, С. В. Цакунов] ; Гл. арх. упр. г. Москвы. — Москва : Изд-во Главархива Москвы, 2008. — 639 с. : ил., табл., факс.; 25 см; ISBN 5-7228-0136-4.